# 焦马河
焦马河（羅馬化：Dyoma） — 乌拉尔山南侧河流，汇入别拉亚河。焦马河发源于巴什科尔托斯坦共和国费奥多罗夫卡区的山区，流经奥伦堡州，之后重新进入巴什科尔托斯坦共和国境内。该河全长535（332英里），流域面积12,800平方（4,900平方英里），河口平均流量35立方每秒（1,200立方英尺每秒）。焦马河流经宽广的盆地，蜿蜒曲折，其下呈U字型。